# لهجة بحرانية
اللَّهجة البحرانيَّة هي لهجةٌ من لهجاتِ اللُّغة العربيَّة، يستخدمها البحارنة في مملكة البحرين وشرق المملكة العربية السعودية وخاصةً في محافظة القطيف.

## لمحة تاريخية
عرفت إحدى اللَّهجات العربيَّة الَّتي يتحدث بها السكان الأصليين في إقليم البحرين باسم لهجة البحارنة (أو اللهجة البحرانيَّة)، واعتمادًا على الدراسات اللَّغوية الَّتي درست هذه اللَّهجة وخصائصها العامة وانتشارها الجغرافي يتبين أنَّ هذه اللهجة محصورة في منطقة جغرافيَّة معيّنة، وهي جزيرة البحرين وشرق الجزيرة العربية -القطيف والأحساء-، وكذلك تُوجد في مناطق أخرى في الخليج، إلَّا أنها في هذه المناطق الأخرى لا يتحدث بها إلا أفراد ارتبطوا تاريخيًا بجزيرة البحرين أو شرق الجزيرة. أمَّا اللهجة الأخرى المتحدث بها في البحرين فقد اصطلح عليها اسم لهجة الخليج العربي لسيادتها في الخليج العربي وهي لهجة الجماعات الَّتي استوطنت البحرين خلال القرنين التاسع عشر والعشرين، وفي الواقع فإنَّ لهجة الخليج العربي بصورة عامة منقسمة على نفسها للهجات فرعية منتشرة في الخليج العربي، ولهجة الخليج المنتشرة في البحرين حاليًا هي إحدى فروعها، ولا يصح أن نطلق عليها صفة اللهجة بل لهجات الخليج العربيَّة.
ونرجح أنَّ لهجة البحارنة قد تكونت على مرحلتين، خلال المرحلة الأولى تكونت اللهجة البحرانية الأوَّليَّة وهي لهجة تطورت من لهجات القبائل الَّتي سكنت البحرين حسب آليات معينة أثرت في محاور تلك اللهجات وكونت لهجة واحدة لها خصائص عامة. أمَّا المرحلة الثانية فتتضمن تطور لهجة البحارنة الأوَّليَّة نفسها بسبب آليات معينة أثرت في محاورها أدت لظهور اللهجة البحرانية الحالية بصورتها الحالية. وهذا يعني أنَّ لهجة البحارنة الَّتي تكونت قديمًا لم تكن بالصورة الَّتي عليها الآن، حيث أنَّ الصورة الحالية للَّهجة البحرانيَّة هي صورة مُتطورة عن اللهجة البحرانية الأولى الَّتي تكونت. وهُنا نفترض أنَّ بداية تَكَوُّن اللهجة البحرانية الأولى كان مع بداية استقرار القبائل العربيَّة على جزيرة البحرين أي قُرابة عام 300 قبل الميلاد وذلك باعتبار أنَّ هذه القبائل بدأت بالاندماج مع الشعوب الَّتي توارثت الأرض منذ حضارة دلمون. وأخذت اللَّهجة في التبلور على مدى السنوات اللَّاحقة حتى دخول الإسلام الَّذي شجَّع على انتشار اللُّغة العربيَّة.

## علاقتها باللهجات الأخرى
يقسم هولز لهجات شبه الجزيرة (باستثناء الحجازية الحضرية) إلى مجموعة حضرية حول بعض المناطق الساحلية، ومجموعة بدوية في داخل شبه الجزيرة وانتشرت مع هجرات القبائل، ويصنف اللهجة البحرانية مع اللهجات الحضرية، ومنها العمانية الحضرية والعديد من لهجات اليمن. يلاحظ تأثر هذه المجموعة باللغات السامية الأخرى التي كانت منتشرة في شبه الجزيرة العربية، وخاصة اللغات العربية الجنوبية والأكدية، ومن الخصائص الشائعة فيها:
- الكشكشة، وهي ظاهرة واقعة في اللغات العربية الجنوبية الحديثة والحبشية. نرى هذه الخاصية في اللهجة البحرانية، والعمانية، وعدة لهجات في اليمن مثل الحضرمية، وجنوب السعودية مثل النجرانية.
- نطق مهموس لحرف القاف، فينطق مثل نطق الفصحى أو كحرف الكاف. وفي اللهجة البحرانية يتمثل هذا بالنطق كحرف الكاف، وقد قل هذا النطق بحكم تأثر اللهجة باللهجة الخليجية حيث ينطق القاف گ، إلا أنه ما زال موجوداً في بعض القرى.
- إضافة ضمير المتكلم «ـِنـ» لاسم الفاعل، مثل قول «أنا شايفنك».
- إضافة حرف لاحق «-اِـہ» في نهاية الجملة للدلال على السؤال، وهي تستخدم مثل «هل» ولكنها آخر الجملة.

ويلاحظ تأثر اللهجة البحرانية الكبير باللهجات المحيطة، وخاصة اللهجة الخليجية والنجدية، وذلك قد زاد زيادة كبيرة بسبب التحضر ومنا نتج عنه من اختلاط كبير بين المجموعات المختلفة. يلاحظ ذلك التأثير في خصائص صوتية مثل اليأيأة (قلب الجيم ياءاً)، ونطق الثاء.

## الفونولوجيا
|          |          | شفوي | أسناني | أسناني لثوي | أسناني لثوي | لثوي | لثوي | لثوي غاري | غاري | طبقي | لهوي | حلقي | حنجري |
| بسيط     | مفخم     | شفوي | أسناني | أسناني لثوي | أسناني لثوي |      |      | لثوي غاري | غاري | طبقي | لهوي | حلقي | حنجري |
| بسيط     | مفخم     | شفوي | أسناني | بسيط        | مفخم        |      |      | لثوي غاري | غاري | طبقي | لهوي | حلقي | حنجري |
| -------- | -------- | ---- | ------ | ----------- | ----------- | ---- | ---- | --------- | ---- | ---- | ---- | ---- | ----- |
| أنفي     | أنفي     | ‎m‏    |        |             |             | ‎n‏    |      |           |      |      |      |      |       |
| انفجاري  | مهموس    |      |        | ‎t‏           | ‎tˤ‏          |      |      | ‎tʃ‏        |      | ‎k‏    | ‎q‏    |      | ‎ʔ‏     |
| انفجاري  | مجهور    | ‎b‏    |        | ‎d‏           | ‎dˤ‏          |      |      | ‎dʒ‏        |      | ‎ɡ‏    |      |      |       |
| احتكاكي  | مهموس    | ‎f‏    | ‎θ‏      |             |             | ‎s‏    | ‎sˤ‏   | ‎ʃ‏         |      | ‎x‏    |      | ‎ħ‏    | ‎h‏     |
| احتكاكي  | مجهور    |      |        |             |             | ‎z‏    |      |           |      | ‎ɣ‏    |      | ‎ʕ‏    |       |
| تكراري   | تكراري   |      |        |             |             | ‎r‏    |      |           |      |      |      |      |       |
| شبه صامت | شبه صامت |      |        |             |             | ‎l‏    |      |           | ‎j‏    | ‎w‏    |      |      |       |

بعض الخصائص:
- تقلب الصوامت بين الأسنانية (ث، ذ، ظ) إلى صوامت لثوية، وذلك مثل أغلب اللهجات العربية الحضرية، وبالتحديد:
  - فتقلب الذال دالاً، مثل «ذنب» ← «دنب»
  - تقلب الظاء ضاداً، مثل «مظلوم» ← «مضلوم»
  - تقلب الثاء فاءً، مثل «ثوم» ← «فوم»، أو تاء مثل «ثوم» ← «توم». وقد قل قلب الثاء بسبب التأثر باللَّهجات المحيطة.
- تقلب القاف گ أو ‎[g]‏، مثل «قمر» ← «گمر»، وتقلب كاف في بعض اللهجات فتصبح «قمر» ← «كمر».
- تقبل الكاف چ أو ‎[tʃ]‏ في بعض الكلمات (التشتشة)، مثل «كلب» ← «چلب».
- تقلب الجيم ياء في بعض اللهجات (اليأيأة)، مثل «دجاج» ← «دِيَايْ».
- دمج المصوتات المزدوجة:
  - تدمج «ـَيْـ» ← «ـێـ» وتنطق ‎[e:]‏، مثل «زَيْن» ← «زێن».
  - تدمج «ـَوْىـ» ← «ـۈىـ» وتنطق ‎[o:]‏، مثل «يَوْم» ← «يۈم».
- إمالة الألف في أواخر بعض الكلمات، مثل كلمة «أنا».

## مقارنة بين اللهجة الفصحى واللهجة البحرانية
ملاحظة: في كتابة الكلمات العامية أدناه يمثل «گ» صوت ⟨g⟩، ويمثل «چ» صوت ⟨tʃ⟩، ويمثل «ێ، ێـ» صوت ⟨e⟩، ويمثل «ـہ» صوت ⟨ɛ⟩.

### أدوات الاستفهام
| العربية الفصحى | العربية البحرانية   | ملاحظات |
| -------------- | ------------------- | --- |
| ماذا           | وێ وێش وشوه أيْشُو    | |
| لماذا          | لاوێ حگوێش لێش حگوێ | |
| متى            | متہ                 | تُلفظ متى في اللهجة البحرانية (مَتَةَ) |
| كيف            | چێفہ چێف            | |
| كم             | چم                  | |
| حسنًا           | انزێن انزێنہ        | |
| مَن             | مِن هو مِن هي مِن هم   | يُضاف ضمير لأداة الاستفهام «من». من هو هادـہ الصبي؟ (من هذا الولد؟) من هي راحت المدرسة؟ (من ذهبت إلى المدرسة؟) من هم إلہ ضربوك؟ (من هم الذين ضربوك؟)                                                 |
| هل             | - -اـہ              | لا تُستعمل (هَل) كما هو الحال في أغلب اللهجات العامية، ويعتمد على التنغيم للدلال على السؤال، وقد يضاف «اـہ» في نهاية الجملة للدلال على السؤال، مثال: *الفصحى: هل أَنْتَ مُحَمَّد؟ *البحرانية: اِنْتہ مْحَمَّد اـہ؟ |

ّ

### الضمائر وأسماء الإشارة
| العربية الفصحى   | العربية البحرانية | ملاحظات                                                                               |
| ---------------- | ----------------- | ------------------------------------------------------------------------------------- |
| أنا              | أنہ أني           | تُلفَظ (أنا) في اللهجة البحرانية أَنَة، ويقتصر استعمالها على الذكر. فالأنثى تستعمل (أني). |
| أَنتَ              | اِنتہ              | تلفظ بكسر الألف في بداية الكلام.                                                      |
| أَنتِ              | اِنتينْ اِنتينہ      |                                                                                       |
| أنتم أنتما أنتن  | اِنتون اِنتونہ      | تخلو اللهجة البحرانية من صيغة المثنى والجمع المؤنث في الضمائر.                        |
| هو               | هُوْ                | تلفظ بمد الواو                                                                        |
| هي               | هِيْ                | تلفظ بمد الياء                                                                        |
| هما هم هن        | همْ                | تلفظ (هم) كما هي في الفصحى.                                                           |
| ـك (مذكر)        | ـك                | مثال: كتابك                                                                           |
| ـكِ (مؤنث)        | ـش                | مثال: كتابش (كشكشة)                                                                   |
| ـكم ـكما         | ـكم               | مثال: كتابكم                                                                          |
| هذا              | هادـہ دـہ         |                                                                                       |
| هذه              | هادي دي           |                                                                                       |
| هؤلاء هذان هاتان | هدێلێن دێلێن      |                                                                                       |
| ذلك              | هداك هاداك داك    |                                                                                       |
| تلك              | هديك هاديك ديك    |                                                                                       |
| أولئك            | هَدَوْلَاكْ دولاك دِلاك |                                                                                       |

## اللهجات الفرعية
سكان القُرى البحرينية فقط يتحدثون باللهجة المسمى البحرانية الدارجة، ولكن يوجد بعض اللهجات الفرعية (Sub-dialect):
1. الحساوية (الأحساء)، وهي لهجة متميزة لأهل الأحساء ويمكننا تسميتها باللهجة البحرانية الجنوبية.
2. القطيفية (القطيف)، تُستخدم في مناطق واسعة في محافظة القطيف.
3. الصفوانية (صفوى)، وتتسم بقلب الجيم إلى ياء وتضمنها مفردات ومسميات مختلفة عن مفردات القطيف وقراها على سبيل المثال (الدوخلة) تسمى في صفوى (إسعنة).
4. السيهاتية (سيهات)، التي تتميز بقلب الجيم ياء، تستخدم في قرى سيهات والجش والملاحة وهي تشبه اللهجة الكويتية.
5. المنامية (المنامة، رأس رمان)، وهي لهجة أهل العاصمة التي تتميز بالهدوء وهي تشبه اللهجة القطيفية.
6. الماحوزية (الجفير، الماحوز)، التي تتميز بقلب الجيم ياء (دجاج = دياي) وهي تشبه اللهجة الكويتية.
7. الستراوية (جزيرة سترة والنبيه صالح)، وهي لهجة متميزة عن باقي القرى، ولديها ألفاظ خاصة.
8. السماهيجية لهجة معتدلة ويستخدمها أكثر البحارنة وتتسم بقلة الكلمات القديمة البحرانية نتيجة لسبب ارتباطهم بأهالي مدينة المحرق النازحين فيها.
9. الدرازية (الدراز) وهي قريبة من لهجة أهل الأحساء، وكذلك تتميز بقلب الجيم ياء (دجاج = دياي).
10. الجمراوية (قرية بني جمرة)، الَّتي استخدمها المُلا عطية الجمري في ملحمته الشعرية (الجمرات)
11. الديراوية (قرية الدير)، يستخدمها سكان قرية الدير وهي مميزة والكثير من استخدام حروف الفتح.
12. المقابية (قرية مقابة)، وهي لهجة تتميز بمد حروف الكلمات.

## مقارنة بين اللغات السامية القديمة واللهجة البحرانية
تحتوي اللهجة البحرانية على الكثير من الجمل والكلمات التي تعود بجذورها إلى اللغات السامية القديمة الَّتي كانت محكية في إقليم البحرين كاللغة الأكادية واللغة الآرامية ويُعتقد أن هذا التأثير يعود أمَّا لكون هذه اللغات كانت محكية أصلًا في إقليم البحرين كالأكادية أو أنه نتيجة للتأثير الكبير لهذه اللغات في عموم المنطقة ومنها إقليم البحرين كالآرامية.
1. تمريخ: كلمة آرامية وتعني التدليك.[4]
2. يفوخ: كلمة آرامية وتعني ينفخ.[4]
3. اسليمة: كلمة بابلية وتعني ملاك الموت وفي اللهجة البحرانية يقال (اسليمه تصكك) أي ليت ملاك الموت يضربك.[4]
4. بري: كلمة بابلية وتعني البرج.[4]
5. بوري: كلمة أكدية وتعني القصب ويقال لمن يصنع الحصر من القصب في البحرين البوري.[4]
6. إجَزي: كلمة آرامية وتعني يكفي أو يستوعب.[4]
7. جت: كلمة آرامية وتعني نبات البرسيم.[4]
8. سلوم الشمس: كلمة أكدية وفي الاكدية تنطق (شُلُم شَمشِ šulum šamši) وتعني غروب الشمس.[5]
9. سرسري: كلمة آرامية وتعني الشخص ذو الأخلاق السيئة.[4]
10. بربوگ: كلمة بابلية وتعني الشخص المخادع، والكلمة نفسها موجودة في اللهجة العراقية ولكن بمعنى مختلف هو المرأة السيئة السمعة.[4]
11. گـصّه: كلمة بابلية وتعني خدعة.[4]
12. عاد: ظرف زمان آرامي بمعنى عندئذ.[4]
13. الـگفّة: كلمة أكدية وتعني السلة التي تصنع من سعف النخل وفي الاكدية تنطق (گفّو).[6]
14. الطاسة: كلمة أكدية وتعني الاناء الصغير وفي الاكدية تنطق (طاسو).[4]
15. طم: كلمة آرامية وتعني دفن أو طمر.[4]
16. الخن: كلمة أكدية وتعني عنبر السفينة.[7]
17. يباري أو مباراة: يعني اهتم أو احصى ما جمعه ويقال للشخص المكلف بجمع السمك من حضرة السمك بوار وهي مأخوذة من الكلمة الأكدية بَرو barû بمعنى يفحص أو يراقب أو يشرف على أو يجمع.[5]
18. منچس: بمعنى الساطور الذي يستخدم في تقطيع اللحم من الفعل الأكدي nakăsu أي قطع اللحم أو ذبح الحيوان.[8]
19. “النچاس” (النكاس): الشخص الذي يقوم بأصلاح الرحى والاسم مأخوذ من الفعل الأكدي نَكاسُ nakăsu بمعنى قطع الصخر أو الحفر فيه أو قطع الحطب أو قطع اللحم أو ذبح حيوان، ومنها اسم الفاعل ناكِسُ năkisu أي القصاب أو قاطع الخشب أو قاطع الصخر أو الحافر في الصخر، ومنها الصفة نَكسُ naksu بمعنى الصخر المقطوع أو المقطع.[8]
20. “الأكار” (كلمة أكدية وتعني الفلاح وفي الاكدية تنطق (ikaru)وكذلك في آرامية.[9]

### ألفاظ من اللغات غير السامية
1. دوشك: كلمة فارسية وتعني السرير.
2. سامان: كلمة هندية وتعني الأدوات.
3. نوخدة: كلمة فارسية وتعني ربان السفينة.
4. دريشة: كلمة تركية وتعني النافدة.
5. موتر: كلمة إنجليزية وتعني محرك السيارة.

## وصلات خارجية
- المعجم البحراني الكبير
- جلجامش والخبابة ودلمون وعبد القيس
- مواضيع خاصة بمصادر دراسة اللهجة البحرانية